# Nannochelifer
Nannochelifer är ett släkte av spindeldjur. Nannochelifer ingår i familjen tvåögonklokrypare.
Kladogram enligt Catalogue of Life:
| Nannochelifer | \| \| Nannochelifer litoralis \| \| \| \| \| \| Nannochelifer paralius \| \| \| \| |
|               | \| \| Nannochelifer litoralis \| \| \| \| \| \| Nannochelifer paralius \| \| \| \| |
|               | Nannochelifer litoralis                                                            |
|               |                                                                                    |
|               | Nannochelifer paralius                                                             |
|               |                                                                                    |